# Charles Le Bon
Carolus (Charles of Karel) Theodorus Le Bon (Geel, 1 september 1777 – aldaar, 12 juli 1844), ook geschreven als Lebon, was een Belgisch apotheker en politicus.

## Levensloop
In het Nationaal Congres was Le Bon unionist, royalist en katholiek.  
Hij stemde voor de onafhankelijkheidsverklaring en voor de eeuwigdurende uitsluiting van de Nassaus. Bij de eerste stemmingen voor een staatshoofd bracht hij zijn stem uit voor de hertog van Nemours. Als regent koos hij voor Félix de Mérode. In juni stemde hij voor Leopold van Saksen Coburg en in juli voor de aanvaarding van het Verdrag der XVIII artikelen. Voor het overige nam hij slechts eenmaal het woord tijdens de openbare zittingen van het Congres.
Hij werd vervolgens provincieraadslid voor de provincie Antwerpen en was burgemeester van Geel van 1830 tot 1844. Bij de verkiezingen van 1842 behaalde zijn politieke rivaal, Jan Frans De Billemont, de meerderheid. Toch werd Le Bon door de regering opnieuw tot burgemeester benoemd. Dit veroorzaakte rellen in Geel. In 1844 werd Le Bon vermoord door een geesteszieke, Charles Joseph Xhenceval, die patiënt was in de instelling waarvan De Billemont de directeur was. In januari 1845 verscheen Xhenceval voor het Assisenhof van het Gerechtshof te Antwerpen. In mei 2015 werd het proces Xhenceval ten uitvoering gebracht als toneelstuk door het KTG Uilenspiegel.
Zijn zoon Norbertus Ivo Le Bon was ook politiek actief, hij was onder meer schepen te Geel.
Naar Le Bon werd in de twintigste eeuw in Geel een straat vernoemd, die echter verkeerdelijk Lebonstraat heet.